# Джеймс Спейдер
 Джеймс Тодд Спейдер  (англ. James Todd Spader; нар. 7 лютого 1960, Бостон, Массачусетс, США) — актор театру, кіно і телебачення США. Призер Каннського кінофестивалю, тричі лауреат премії «Еммі», лауреат премії «Сатурн», найкращий актор міжнародного Канського кінофестивалю 1989 року, номінант багатьох інших нагород, включаючі три «Золотих глобуси».

## Біографія
Спейдер народився в сім'ї вчителів. Закінчив Академію Філліпса в Андовері, Массачусетс. Відомий переважно своїми ролями у фільмах «Дівчина в рожевому» і «Зоряна брама». Переломним для актора стала участь у фільмі «Секс, брехня і відео» Стівена Содерберга. Він знявся в головній ролі у судовому телесеріалі Девіда Е. Келлі «Практика» і його спін-оф версії «Юристи Бостона». Джеймс Спейдер озвучив серію документальних фільмів «China Revealed» і першу серію «Discovery Atlas» каналу «Дискавері».
У Джеймса Спейдера серйозні проблеми із зором, і він не може носити лінзи. За його словами, без окулярів йому складно на зйомках розглянути обличчя колег.
Спейдер грає головну роль у серіалі «Чорний список», який вийшов на NBC в сезоні 2013—2014, та продовжує в ньому зніматися.

### Особисте життя
У 1987—2004 роках Спейдер був одружений із декораторкою Вікторією Кіл, з якою познайомився на заняттях з йоги. Від неї у Джеймса два сини: Себастьян і Елайджа. В 2004 році Спейдер з Кіл розлучилися. В 2008 році у Джеймса народився третій син — від Леслі Стефансон, з якою актор знімався у фільмі «Мисливець за прибульцями» та разом живе з 2002 року.

## Нагороди
- 1989 — Каннський кінофестиваль: найкращий актор («Секс, брехня і відео»);
- 2004 — Премія «Еммі»: найкращий виконавець головної ролі у драматичному серіалі («Практика»);
- 2005 — Премія «Еммі»: найкращий виконавець головної ролі у драматичному серіалі («Юристи Бостона»);
- 2006 — Премія «Супутник»: найкращий актор серіалу, комедії або мюзиклу («Юристи Бостона»);
- 2007 — Премія «Еммі»: найкращий виконавець головної ролі у драматичному серіалі («Юристи Бостона»);
- 2012 — Нагорода Спілки кінокритиків Невади: найкращий акторський склад («Лінкольн», разом з іншими акторами);
- 2012 — Нагорода Південно-східної асоціації кінокритиків: найкращий акторський склад («Лінкольн», разом з іншими акторами).

## Фільмографія
| Рік       |    | Українська назва              | Оригінальна назва            | Роль                         |
| --------- | -- | ----------------------------- | ---------------------------- | ---------------------------- |
| 1978      | ф  | Друзі по команді              | Team-Mates                   | Jimmy                        |
| 1981      | ф  | Нескінченна любов             | Endless Love                 | Кейт Баттерфілд              |
| 1983      | тф | Кокаїн: Спокуса однієї людини | Cocaine: One Man's Seduction | Бадді Ґант                   |
| 1983      | тф | Вбивця в родині               | A Killer in the Family       | Донні Тісон                  |
| 1984      | тф | Сімейні секрети               | Family Secrets               | Лоуелл Евералл               |
| 1985      | ф  | Нові діти                     | The New Kids                 | Едді Дутра                   |
| 1985      | ф  | Стінка на стінку              | Tuff Turf                    | Морган Хіллер                |
| 1986      | ф  | Красуня у рожевому            | Pretty in Pink               | Стефф Маккі                  |
| 1987      | ф  | Манекен                       | Mannequin                    | містер Річардс               |
| 1987      | ф  | Бебі-бум                      | Baby Boom                    | Кен Арренберг                |
| 1987      | ф  | Менше нуля                    | Less Than Zero               | Ріп                          |
| 1987      | ф  | Волл-стріт                    | Wall Street                  | Роджер Барнс                 |
| 1988      | ф  | Повернення Джека              | Jack's Back                  | Джон Вестфорд / Рік Вестфорд |
| 1989      | ф  | Секс, брехня і відео          | Sex, Lies, and Videotape     | Грем Далтон                  |
| 1989      | ф  | Справа на Рейчел              | The Rachel Papers            | Дефорест                     |
| 1990      | ф  | Білий палац                   | White Palace                 | Макс Бейрон                  |
| 1990      | ф  | Поганий вплив                 | Bad Influence                | Майкл Болл                   |
| 1991      | ф  | В справжньому світлі          | True Colors                  | Тім Герітті                  |
| 1992      | ф  | Боб Робертс                   | Bob Roberts                  | Чак Марлін                   |
| 1992      | ф  | Сторівілль                    | Storyville                   | Грей Фаулер                  |
| 1993      | ф  | Випадкова музика              | The Music of Chance          | Джек Поцци                   |
| 1993      | ф  |                               | Dream Lover                  | Грем Ріардон                 |
| 1994      | с  | Фрейзер                       | Frasier                      | Стівен (голос)               |
| 1994      | ф  | Вовк                          | Wolf                         | Стюарт Суінтон               |
| 1994      | ф  | Зоряна брама                  | Stargate                     | доктор Деніел Джексон        |
| 1996      | ф  | Автокатастрофа                | Crash                        | Джеймс Баллард               |
| 1996      | ф  | Два дні в долині              | 2 Days in the Valley         | Лі Вудс                      |
| 1997      | ф  | Інтенсивна терапія            | Critical Care                | доктор Вернер Ернст          |
| 1997      | с  | Сайнфелд                      | Seinfeld                     | Джейсон Хенкі                |
| 1998      | ф  | Новорічна історія             | Curtain Call                 | Стівенсон Лоу                |
| 2000      | ф  | Наднова                       | Supernova                    | Нік Ванзант                  |
| 2000      | ф  | Вартовий                      | The Watcher                  | агент ФБР Джоел Кемпбелл     |
| 2001      | ф  | Поговоримо про секс           | Speaking of sex              | доктор Клінк                 |
| 2002      | ф  | Секретарка                    | Secretary                    | Едвард Ґрей                  |
| 2002      | ф  | Пограбування                  | Stickup                      | Джон Паркер                  |
| 2003      | тф | Документи Пентагону           | The Pentagon Papers          | Даніель Еллсберг             |
| 2003      | ф  | Мисливець за прибульцями      | Alien Hunter                 | Джуліан Роум                 |
| 2003—2004 | с  | Практика                      | The Practice                 | Алан Шор                     |
| 2004—2008 | с  | Юристи Бостона                | Boston Legal                 | Алан Шор                     |
| 2011—2012 | с  | Офіс                          | The Office                   | Роберт Каліфорнія            |
| 2009      | ф  | Каміння бажань                | Shorts                       | містер Блек                  |
| 2012      | ф  | Лінкольн                      | Lincoln                      | Вілльям Більбо               |
| 2013—2023 | с  | Чорний список                 | The Blacklist                | Реймонд «Red» Реддінгтон     |
| 2014      | ф  | Місцевий                      | The Homesman                 | Алоізіюс Даффі               |
| 2015      | ф  | Месники: Ера Альтрон          | The Avengers: Age of Ultron  | Альтрон                      |
| 2026      | с  | Віжн квест                    | Vision Quest                 | Альтрон                      |